# Xinghesaurus
Xinghesaurus là một chi khủng long, được Hasegawa Carpenter Lamanna & Xu X. mô tả khoa học năm 2009.